# Ordre de bataille unioniste de Peebles's Farm
Les unités et commandants suivants de l'armée de l'Union ont combattu lors de la bataille de Peebles's Farm (30 septembre 1864) au cours de la campagne de Petersburg de la guerre de Sécession. L'ordre de bataille est compilé à partir de la totalisation officielle des victimes, ne comprenant donc que des unités qui ont subi des pertes. L'ordre de bataille confédéré est indiqué séparément.

## Abréviations utilisées

### Grade militaire
- MG = Major général
- BG = Brigadier général
- Col = Colonel
- Ltc = Lieutenant-colonel
- Maj = Commandant
- Cpt = Capitaine
- Lt = Lieutenant

### Autre
- (b) = blessé
- mb = mortellement blessé
- † = tué
- (PDG) = capturé

## Armée du Potomac

### IIe corps
| Division                           | Brigade                                                           | Regiments and Others |
| ---------------------------------- | ----------------------------------------------------------------- | --- |
| Première division [non engagée]    |                                                                   | |
| Deuxième division [non engagée]    |                                                                   | |
| Troisième division MG Gershom Mott | Première brigade(p138) K-4, W-15, M-1 = 20 BG Régis de Trobriand  | - 20th Indiana - 1st Maine Heavy Artillery - 17th Maine - 40th New York - 73rd New York - 86th New York - 124th New York - 99th Pennsylvania - 110th Pennsylvania - 2nd U.S. Sharpshooters                                   |
| Troisième division MG Gershom Mott | Deuxième brigade(p139) K-4, W-39, M-11 = 54 BG Byron R. Pierce    | - 1st Massachusetts Heavy Artillery - 5th Michigan - 93rd New York - 57th Pennsylvania - 84th Pennsylvania: Ltc George Zinn (b) - 105th Pennsylvania - 141st Pennsylvania - 1st U.S. Sharpshooters (3 compagnies)            |
| Troisième division MG Gershom Mott | Troisième brigade(p139) K-4, W-11, M-0 = 15 Col Robert McAllister | - 11th Massachusetts (7 compagnies) : Maj Charles C. Rivers - 5th New Jersey (5 compagnies) - 7th New Jersey (4 compagnies) - 8th New Jersey (5 compagnies) - 11th New Jersey - 72nd New York (1 compagnie) - 120th New York |

### Ve corps
MG Gouverneur K. Warren
| Division                             | Brigade                                                             | Régiments et autres |
| ------------------------------------ | ------------------------------------------------------------------- | --- |
| Première division BG Charles Griffin | Première brigade(p139) Col Horatio G. Sickel                        | - 21st Pennsylvania Cavalry (démontée) - 198th Pennsylvania : Ltc John B. Murray |
| Première division BG Charles Griffin | Deuxième brigade(p139) Col Edgar M. Gregory                         | - 32nd Massachusetts - 91st Pennsylvania - 155th Pennsylvania |
| Première division BG Charles Griffin | Troisième brigade(p139) Col James Gwyn (b)                          | - 20th Maine : Ltc Ellis Spear - 18th Massachusetts (2 compagnies) : Cpt Luther S. Bent - 1st Michigan : Cpt James Wheaton (†), Cpt Cornelius B. van Valer - 16th Michigan : Col Norval E. Welch (†)(p143) - 44th New York - 83rd Pennsylvania - 118th Pennsylvania : Cpt James B. Wilson |
| Deuxième division BG Romeyn B. Ayres | Première brigade(p140) Ltc Elwell S. Otis (b) Maj James G. Grindlay | - 5th New York Veteran - 15th New York Heavy Artillery - 140th New York - 146th New York : Maj James G. Grindlay - 10th U.S.: Lt Theodore Schwan - 11th U.S. - 12th U.S. - 14th U.S. (8 companies): Cpt John McClintock - 17th U.S.                                                       |
| Deuxième division BG Romeyn B. Ayres | Deuxième brigade(p140) Col Samuel A. Graham                         | - 1st Maryland - 4th Maryland - 7th Maryland - 8th Maryland - Légion de Purnell (Maryland) |
| Deuxième division BG Romeyn B. Ayres | Troisième brigade(p140) Col Arthur H. Grimshaw                      | - 3rd Delaware - 4th Delaware - 157th Pennsylvania - 190th Pennsylvania - 191st Pennsylvania |
| Troisième division                   | Première brigade [non engagée]                                      | |
| Troisième division                   | Deuxième brigade [non engagée]                                      | |
| Troisième division                   | Troisième brigade(p140) Col J. William Hofmann                      | - 76th New York - 95th New York - 147th New York - 56th Pennsylvania - 121st Pennsylvania : Ltc James S. Warner (PDG) - 142nd Pennsylvania |
| Division d'artillerie                |                                                                     | - 1st New York Light Artillery, Battery B - 1st New York Light Artillery, Battery D - 1st New York Light Artillery, Battery H: Cpt Charles E. Mink |

### IXe corps
MG John G. Parke
| Division                                | Brigade                                            | Régiments et autres |
| --------------------------------------- | -------------------------------------------------- | --- |
| Première division BG Orlando B. Willcox | Première brigade(p141) Col Samuel Harriman         | - 8th Michigan - 27th Michigan - 109th New York - 13th Ohio Cavalry (démonté) - 51st Pennsylvania - 37th Wisconsin - 38th Wisconsin |
| Première division BG Orlando B. Willcox | Deuxième brigade(p141) BG John F. Hartranft        | - 1st Michigan Sharpshooters : Col Charles V. DeLand (w&c) - 2nd Michigan - 20th Michigan : Ltc Byron M. Cutcheon - 24th New York Cavalry (démonté) - 46th New York - 60th Ohio - 50th Pennsylvania |
| Première division BG Orlando B. Willcox | Troisième brigade(p141) Col Napoleon B. McLaughlen | - 3rd Maryland (4 compagnies) - 29th Massachusetts - 57th Massachusetts - 59th Massachusetts : Ltc Joseph Colburn - 14th New York Heavy Artillery - 100th Pennsylvania |
| Deuxième division BG Robert B. Potter   | Première brigade(p142) Col John I. Curtin          | - 21st Massachusetts (3 compagnies) : Cpt Orange S. Sampson - 35th Massachusetts : Maj John W. Hudson - 36th Massachusetts : Ltc William F. Draper - 58th Massachusetts - 51st New York : Maj John G. Wright (PDG) - 45th Pennsylvania - 48th Pennsylvania : Ltc Henry Pleasants - 4th Rhode Island - 7th Rhode Island : Ltc Percy Daniels |
| Deuxième division BG Robert B. Potter   | Deuxième brigade(p142) BG Simon G. Griffin         | - 31st Maine - 32nd Maine - 2nd Maryland - 56th Massachusetts - 6th New Hampshire - 9th New Hampshire - 11th New Hampshire - 2nd New York Mounted Rifles (démonté) - 179th New York - 17th Vermont |
| Deuxième division BG Robert B. Potter   | Brigade d'artillerie(p142) Ltc J. Albert Monroe    | - Maine Light Artillery, 7th Battery (G) - Massachusetts Light Artillery, 11th Battery - New York Light Artillery, 19th Battery - New York Light Artillery, 34th Battery - Pennsylvania Heavy Artillery, Battery D |

## Corps de cavalerie
| Division                                   | Brigade                                        | Regiments and Others |
| ------------------------------------------ | ---------------------------------------------- | --- |
| Première division [non engagée]            |                                                | |
| Deuxième division BG David McMurtrie Gregg | première brigade(p142) BG Henry E. Davies, Jr. | - 1st Massachusetts Cavalry - 1st New Jersey Cavalry : Maj Myron H. Beaumont - 10th New York Cavalry - 6th Ohio Cavalry : Col William Stedman - 1st Pennsylvania Cavalry - 2nd U.S. Artillery, Battery A |
| Deuxième division BG David McMurtrie Gregg | Deuxième brigade(p143) Col Charles H. Smith    | - 1st Maine Cavalry - 2nd Pennsylvania Cavalry - 4th Pennsylvania Cavalry - 8th Pennsylvania Cavalry - 13th Pennsylvania Cavalry - 16th Pennsylvania Cavalry - 1st U.S. Artillery, Batteries H & I       |